# دسرنت
دِسِرنِت (بالروسية:Диссернет) جماعة شبكية تطوُّعية تعمل على تطهير العلوم الروسية من السرقة. تنشط الجماعة منذ أواخر التسعينيات في فحص أطروحات الدكتوراه والتأهُّل المطروحة في المعاهد العلمية والتعليمية في روسيا ونشر نتائج تلك الفحوصات. ينخرط في الجماعة باحثون مهنيون يعملون في مختلف مجالات العلم في روسيا وخارجها، وكذلك صحفيون ونشطاء مدنيون ومتطوّعون.

## نشاط الجماعة
هدف جماعة دِسِرنِت من الفحوصات التي تجريها كشف المخالفات البليغة والعمدية للقواعد القانونية لاعتماد الباحثين العلميين، وكذلك مخالفات تنظيمات مَنح الشهادات الأكاديمية. ترى الجماعة أنّ الأطروحات التي تتضمن انتهاكات كتلك احتيالٌ، وأنَّ شهادات الدكتوراه والدكتوراه العليا الممنوحة بناء على أطروحات كتلك غير قانونية وعُرضة للإلغاء.
المحددات الأساسية لتحسّس الاحتيال في الأطروحات وفق تحليلات دِسِرنِت هي التالية:
- السرقة العلمية واسعة النطاق لأعمال الآخرين العلمية والنصوص الأخرى الواردة في الأطروحات المفحوصة بالمخالفة لقواعد النِّسبة إلى المصادرِ المعيَّنةُ في تنظيمات لجنة الشهادات العليا في وزارة التعليم و العلوم في روسيا.
- تزييف المقالات البحثية العلمية، وهذه تعدُّ وفق تنظيمات لجنة الشهادات العليا ضورية لمنح الدرجات الأكاديمية للمتقدّمين.
- المخالفات البليغة لقواعد تحضير الأطروحات (من توثيق للأبحاث المجراة، والتواصل مع مشرف البحث العلمي، والنّاصح، والمخالفين، والمؤلفون الشركاء، وإثبات ردود رسمية لذلك، إلخ) وكذلك إجراءات مناقشة الأطروحة حسب ما هو موصوف في تنظيمات اللجنة.

في غضون فترة نشاط دِسِرنِت الذي بدأ في يناير 2013 نشر أعضاؤها نتائج فحص أطروحات تقدّم بها كثيرون من مشاهير السياسيين والشخصيات العامة والمتنفّذين في روسيا. ومنذ منتصف سنة 2014 ضّمت قاعدة بيانات دِسِرِنت أكثر من 2000 تقرير مكتمل لأطروحات الدكتوراه والتأهُّل في مختلف فروع العلوم. من بين من أولتهم الجماعة انتباهها نوابٌ في الدوما، وأعضاء المجلس الفيدرالي وحكّام أقاليم في الاتحاد الروسي، وموظفون رفيعو المستوى في هيئات تنفيذية، ومديرو إدارات أمنية وعسكرية، وغيرهم.

## التغطية الإعلامية
ذاع صيت عمل جماعة دِسِرنِت في الإعلام في روسيا وخارجها.
فقد جاء في نتائج بحث أجراه المرصد الإعلامي الروسي Public.ru - شمل أكثر من 7500 مادة فدرالية وإقليمية اجتماعية وسياسية مطبوعة وعلى الإنترنت ومن وكالات الأنباء وبرامج التلفزيون والراديو - إنّه في آخر سنة 2013 كانت كلمة «دِسِرنِت» هي ثالث أكثر الكلمات المستحدثة شيوعا في تلك السنة بعد كلمتي «يورومَيْدان» (بالإوكرانية: Євромайдан وبالروسية: Евромайдан) وتيتوشكي (بالأوكرانية: тітушки وبالروسية: титушки).
كما جاء في مجلة «روسكي ريبورتر» أنّ عمل جماعة دِسِرنِت من أبرز علامات سنة 2013.
و نشرت مجلة «ذا فيليج» الصادرة على الإنترنت مقالا عن دِسِرنِت ضمن ملخص أبرز الكلمات والعبارات لسنة 2013.
صحيفة كُمِرسانت، في معرض تعداد أبرز الأحداث الثقافية والاجتماعية في عددها الختامي في سنة 2013، أفردت مقالة لعمل دِسِرنِت في مكافحة التزييف والسرقة.

## مَنِفستو الجماعة
يحوي مانفستو دِسِرنِت الذي أقرَّ في يونيو-يوليو 2013 إعلان المنظمين والأعضاء أهدافهم الأساسية ومهمّتهم ومبادئ العمل المشترك لأعضاء الجماعة:

دِسِرنِت جماعة شبكية من الخبراء والباحثين والصحفيين السّاعين إلى كشف المحتالين والمزيِّفين والكذّابين. بسعيهم المشترَك القائم على استعمال التقنية الحاسوبية الحديثة ومبادئ تقسيم العمل الشبكي يناهض أعضاءُ الجماعة الممارسات المنحرفة والاختلاق والتّزييف في مجالات البحث العلمي والتّعليم، وبالأخص في صيرورة مناقشة الأطروحات ومنح الدّرجات الأكاديمية في روسيا. العمل التحليلي والمنشورات التي تنجزها دِسِرنِت تشمل على السَّواء مواطنين روس من فئات عِدّة:
- الباحثون المهنيون أو الأفراد الذين يدَّعون كونهم كذلك بغير بيِّنة صحيحة
- السياسيّون والشّخصيات العامّة الرّامين إلى تحسين سمعتهم وكسب تأييد واحترام أقرانهم بطريق تقديم أطروحات ونيل شهادات الدكتوراه والتأهَّل.

أعضاء دِسِرنِت يعملون طوعًا، بمبادرتهم الذّاتية بلا ضغط خارجي. الفحوص والدّراسات ومنشورات دِسِرنِت تتوافق كليّة مع قوانين الاتّحاد الرّوسي ولا تنتهك أيَّة حقوق طبع ولا غيرها. ودِسِرنِت غير مكلَّفين من قِبَل أيِّ سلطة في الدولة، ولا أيِّ هيئات حكوميّة أو إداريّة، ولا أيِّ تنظيمات سياسيّة أو حركات، ولا أي جهات تجاريّة. أعضاؤها يعملون ضمن الجماعة بغضّ النظر عن آرائهم السياسيّة وانتماءاتهم، وليس لهم غرض تجاري، وسعيهم لا يقصدون به الدّعاية أو الرّواج أو أيَّ مُنتَج أو علامة تجاريّة، وليس لهم هدف غير المذكور عاليه. مصروفات دِسِرنِت فيما يتعلّق بإنجاز مهامها تسدّها تبرّعات طوعيّة من أناس متعاطفين مع مهمّتها يشاركونها توجُّهَها.

## تاريخ
تأسّست الجماعة في يناير 2013، ونُشر موقعهم لكامل على الإنترنت dissernet.org وكذلك النسخة الموجزة منه dissernet.ru يوم 23 سبتمبر 2013.
يوم 28 فبراير 2014 نال سيرجي بارخومينكو جائزة اتحاد الصحافيين الروسي «قلم روسيا الذهبي» لسنة 2013 عن نشاطه في دِسِرنِت في الصحافة وفي الإنترنت.